# 陳福謙 (光緒進士)
陈福谦（?—?），江西省南昌府豐城縣人。清朝官员。同进士出身。
光緒三年（1877年）丁丑科进士。光绪三年五月，分部學習。光绪三十二年（1906年）任福建邵武府建宁县知县。